# Im Auftrag des Herrn
Im Auftrag des Herrn ist das zweite Livealbum der Musikgruppe Die Toten Hosen. Der Name des Albums stellt eine Assoziation zum 1980 entstandenen Filmklassiker Blues Brothers dar, in dem eine Gruppe chaotischer Musiker unter demselben Motto unterwegs ist.
Das Album wurde von Jon Caffery produziert und erstmals am 25. Oktober 1996 vom bandeigenen Label JKP veröffentlicht. Die Musik wurde von Dieter Dierks Mobile Studio im Mai 1996 während des ersten Abschnitts der Tournee Ewig währt am längsten an den Konzerten in den Dortmunder Westfalenhallen, der Carl-Diem-Halle in Würzburg, der Berliner Deutschlandhalle und dem Hallenstadion in Zürich aufgenommen.

## Titel
Die Reihenfolge der Lieder auf dem Album entspricht der Setliste der meisten Konzerte der Tournee Ewig währt am längsten im Jahr 1996 zum Album Opium fürs Volk. Die Lieder The Passenger von Iggy Pop und Sheena is a Punkrocker von den Ramones sind Coverversionen von Vorbildern der Band aus dem Genre Punkrock.
Der Text zu Einmal in vier Jahren, bezieht sich auf die Bundestagswahl. Der Song entstand bereits 1992. Bis dato gibt es keine veröffentlichte Studioaufnahme des Titels.
Das Volkslied Guantanamera beginnt Campino nach einer kurzen Ansage mit einem Wink nach Ballermann 6 mit dem bekannten spanischen Text und simpler Gitarrenbegleitung, wird dann schneller, als alle Instrumente einsetzen, und führt das Lied in der Version der Yobs mit anzüglichem Text Cunt in the Mirror zu Ende. Dieses Lied befindet sich in einer Studioversion als Hidden Track auf dem Album Love, Peace & Money.
You’ll Never Walk Alone, die Hymne des FC Liverpool, geben die Toten Hosen seit 1996 ihrem Publikum nach jedem Konzert mit auf den Heimweg.

### Titelliste
1. Die zehn Gebote – 3:58 (Musik: Wolfgang Rohde / Text: Campino)
2. Niemals einer Meinung – 3:43 (Campino)
3. Alles aus Liebe – 4:06 (Campino)
4. Einmal in vier Jahren – 2:42 (Michael Breitkopf / Campino)
5. Nichts bleibt für die Ewigkeit – 3:34 (Andreas von Holst, Campino / Hanns Christian Müller, v. Holst, Campino)
6. Musterbeispiel – 2:32 (v. Holst / Campino)
7. Bonnie & Clyde – 3:17 (Breitkopf / Campino)
8. Gewissen – 2:37 (Breitkopf / Campino)
9. Wünsch Dir was – 4:10 (Meurer / Campino)
10. Paradies – 3:57 (Campino)
11. The Passenger – 3:58 Cover von Iggy Pop
12. Hier kommt Alex – 3:56 (Meurer / Campino)
13. Sheena is a Punkrocker – 2:41 Cover von den Ramones
14. Guantanamera – 3:21 (Traditional / Campino, Meurer, Breitkopf, Rohde, v. Holst)
15. Zehn kleine Jägermeister – 3:32 (Rohde / Müller, Campino)
16. Mehr davon – 6:47 (v. Holst / Campino)
17. Böser Wolf – 3:15 (v. Holst / Campino)
18. All die ganzen Jahre – 3:27 (Campino)
19. Testbild – 3:16 (Campino)
20. You’ll Never Walk Alone – 1:13
21. Schönen Gruß, auf Wiederseh’n – 5:11 (Rohde / Campino)

## Videoalbum

Ticket für die Ewig währt am längsten Tour 1996, Rückseite

Parallel zum Album erschien im selben Jahr eine VHS-Kassette mit Livemitschnitten der Band und nahezu derselben Setliste. Die Aufnahmen hierfür erfolgten in den Dortmunder Westfalenhallen, in der Europahalle in Karlsruhe, der Carl-Diem-Halle in Würzburg und der Wiener Stadthalle. Die Regie führten Rudi Dolezal und Hannes Rossacher, bekannt unter dem Namen DoRo. Um eine besondere Perspektive zu erhalten, montierte man den Musikern Minikameras an die Hälse ihrer Gitarren.
Neben den Konzertaufnahmen wird das Videoband durch diverse Einblicke „hinter die Kulissen“ eines Rockkonzertes angereichert und das Tourleben von Band und Crew ausführlich dokumentiert. Es berichtet von den Fahrten im Tourbus, der Unterbringung im Hotelzimmer, vom Catering, vom Bühnenaufbau, Soundcheck und „Warmmachen“ vor der Show sowie Bühnenabbau und der Feier mit Freunden, Fans und Familie danach. Zusätzlich enthält das Video mit der Spielzeit von 108 Minuten die Stücke:
- Liebeslied
- 1000 gute Gründe
- Seelentherapie
- Der Froschkönig
- Liebesspieler
- Bis zum bitteren Ende
- Kölner (Parodie auf Herbert Grönemeyers Song Männer)

## Single
Die Single Alles aus Liebe (live) wurde 1997 aus dem Album ausgekoppelt und enthielt die zusätzlichen Titel Lügen und Seelentherapie, als Zugabe war ein Crew-T-Shirt beigelegt.

## Neuauflage 2007
Zum 25-jährigen Bestehen der Band wurde unter anderen das Album Im Auftrag des Herrn remastert. Ein neues zusätzliches Booklet enthält ein Gespräch mit Jan Weiler, in dem die Band auf ihre Erfahrungen bei Livekonzerten zurückblickt. Im Fokus steht dabei auch das Konzert vom 28. Juni 1997 im Düsseldorfer Rheinstadion vor 60.000 Zuschauern, bei dem ein sechzehnjähriges Mädchen im Gedränge vor der Bühne zu Tode kam. Als Zusatztitel enthält die Neuauflage den Titel Seelentherapie.

## Resonanz
Das Album erreichte Platz zwei der Charts in Deutschland und in der Schweiz; in Österreich kam es auf Platz drei. Es war 37 Wochen in den deutschen Charts.
Im Jahr 2001 wurde das Album in Deutschland mit einer Goldenen und einer Platin-Schallplatte ausgezeichnet. In Österreich erhielt das Album bereits im Dezember 1996 eine goldene Schallplatte. Das Musikvideo erhielt 1997 in Deutschland eine Auszeichnung in gold; bis 2009 erreichte es zweimal Gold.